# 下圭柔山
下圭柔山，是新北市淡水區的一個地名，位於該區西北部，範圍大致與義山里相近。

## 歷史
台灣清治末期至日治前期，下圭柔山地區為一街庄，稱為「下圭柔山庄」，隸屬於芝蘭三堡。該庄北與興化店庄為鄰，東與頂圭柔山庄為鄰，南邊為林仔街庄，西邊臨海。
1901年（日治明治三十四年）11月，該庄隸屬於臺北廳，編入第二十五區。1906年（明治三十九年）1月，第二十五區、二十七區的部分街庄及第二十八區的全部街庄合併為「興化店區」，該庄屬之。1920年（大正九年），該庄改制為「下圭柔山」大字，隸屬於臺北州淡水郡淡水街。
戰後淡水街改制為淡水鎮，隸屬於臺北縣，大字亦改制為里。2010年12月，臺北縣升格為新北市，淡水鎮亦改制為淡水區。

## 交通
省道台2線大致以南北向經過下圭柔山地區中部偏東，往北可前往三芝、石門、金山、萬里、基隆等地，往南轉東南可在竿蓁林接省道台2乙線前往北投、士林、台北市區，亦可接洲美快速道路、環河南北快速道路快速進入台北市區。